# Nouveau Parti anticapitaliste
De Nouveau Parti anticapitaliste (NPA, Nieuwe Antikapitalistische Partij) is een Franse politieke partij. Op 5 februari 2009 is de partij opgericht als opvolger van de Revolutionaire Communistische Liga. De partij heeft trotskistische wortels. Philippe Poutou deed namens de NPA mee aan de presidentsverkiezingen op 21 april 2017 en behaalde 1,1 procent van de stemmen.